# Oak Grove (Illinois)
Oak Grove – wieś w Stanach Zjednoczonych, w stanie Illinois, w hrabstwie Rock Island.